# Łazy (Mostno)
Łazy (niem. do 1945 r. Kolonie Loose, Kerstenbrügger Lose) – osada wsi Mostno w Polsce, położona w województwie zachodniopomorskim, w powiecie myśliborskim, w gminie Dębno. 
W latach 1975–1998 osada administracyjnie należała do woj. gorzowskiego.
Według danych z 2015 r. osada liczyła 31 mieszkańców.

## Historia
Na początku XIX w. Łazy stanowiły kolonię królewską w domenie Dębno, następnie wymienianą jako kolonia wsi Mostno (również w domenie Dębno).

### Nazwa
Losung (Loosung) 1821; Loosung 1840, 1856; Colonie Losung 1871, Colonie Loose 1893, Kerstenbrügger Lose 1928, 1944; Łazy 1949.

## Demografia
Ludność w ostatnich 3 stuleciach:

## Oświata i nauka
Uczniowie uczęszczają do Niepublicznej Szkoły Podstawowej w Barnówku, szkoły podstawowej nr 1 im. Komisji Edukacji Narodowej w Dębnie oraz do gimnazjum publicznego w Dębnie.

## Turystyka
Przez osadę przebiega szlak turystyczny  „Wokół Dębna”.

## Religia
Osada przynależy do parafii rzymskokatolickiej pw. św. Apostołów Piotra i Pawła w Dębnie.